# Ruisseau de Siguer
Pour les articles homonymes, voir Siguer.
Le ruisseau de Siguer est une rivière du sud-ouest de la France et un sous-affluent de la Garonne par l'Ariège.

## Géographie
De 18,5 km de longueur, le ruisseau de Siguer prend sa source dans les Pyrénées ariégeoises à deux pas de l'Andorre sous le nom de ruisseau de Gnioure, sur la commune de Siguer, et se jette dans la rivière Vicdessos au hameau de Laramade d'en-bas (commune d'Illier-et-Laramade).

### Communes traversées
- Ariège : Siguer - Illier-et-Laramade (hameau de Laramade d'en-bas), Lercoul.

### Principaux affluents
- Ruisseau d'Escalès (encore baptisé ruisseau de Brouquenat ou ruisseau de Peyregrand) : 11,5 km
- le ruisseau de Gnioure
- le ruisseau de Sabanech
- le ruisseau de Lut
- le ruisseau de Labugé : 1,9 km
- le ruisseau de Lascours : 1,5 km
- le ruisseau de Mouscadou : 1,7 km
- le ruisseau de Boulimborde : 4,4 km
- le ruisseau de la Prade : 2,8 km
- le ruisseau Rec d'en Guis : 1,2 km

## Toponymie
Siguer est également le nom donné à la vallée, à la commune de Siguer, au col dit Port de Siguer, et au pic du Port de Siguer. Dans son Onomasticon Cataloniae, le linguiste Joan Coromines considère que le toponyme Siguer dérive de l'anthroponyme germanique Sighari construit sur les racines sigi et harisignifiant respectivement « victoire » et « armée »[réf. nécessaire]. Des noms comme Seguer, Segario ou encore Segar, dont l'origine est identique, étaient d'ailleurs assez fréquemment retrouvés dans les anciens comtés de Besalú et d'Empúries, de sorte qu'il existe en Catalogne plusieurs toponymes de même construction.